# Tatiana Gutsu
Tatiana Konstantinovna Gutsu, em russo:Татьяна Константиновна Гуцу, (Odessa, 5 de setembro de 1976)  é uma ginasta ucraniana, vencedora de duas medalhas de ouro nos Jogos Olímpicos de Barcelona em 1992.
Tatiana ficou conhecida como a ginasta que executava as rotinas mais difíceis de sua época. Hoje, quinze anos após sua aposentadoria, esses movimentos continuam a ser considerados de alta dificuldade, tanto no solo quanto na trave.

## Carreira
Tatiana Gutsu, frequentemente chamada de Pintada Ave de Odessa, começou na ginástica pelo sistema soviético, praticando aos cinco anos de idade. Por destacar-se, fora escolhida em sua classe do jardim de infância, para se tornar uma ginasta. Filha de trabalhadores, Tatiana viveu em um pequeno apartamento com seus pais e três irmãs. Rapidamente a menina destacou-se a ginástica e foi escolhida para se mudar para o centro de formação do Lago de Ronda. Por conta da mudança da filha para outra cidade, sua família fora recompensada: receberam um apartamento próprio.
Gutsu começou, de fato, seus treinamentos na ginástica aos seis anos de idade. Aos catorze, tornou-se membro da equipe nacional da até então União Soviética, e em 1991 - aos quinze -, disputava seu primeiro campeonato internacional de grande porte: O Campeonato Mundial de Ginástica Artística, realizado em Indianápolis, Estados Unidos. Nele, conquistou a medalha de ouro por equipes e duas pratas individuais - barras assimétricas e trave. Fora nesta competição que, pela primeira vez, Tatiana era realmente notada: Ela foi uma das primeiras ginastas a executar o salto Yurchenko, além de estrear o salto que leva seu nome e que ainda possui uma dificuldade relevante de pontuação na Tabela de Elementos. No ano seguinte, a até então ginasta, sagrou-se grande campeã no Campeonato Europeu. Nesta competição, conquistou três medalhas de ouro - individual geral, salto e barras assimétricas -, uma de prata na trave e uma de bronze no solo. Em seguida, fora poli-medalhista nas Olimpíadas de Barcelona, Espanha. Neste campeonato, Gutsu conquistou duas medalhas de ouro. Em sua primeira final, por equipes, uma medalha de ouro. Na sequência, sua segunda final, novo ouro no concurso geral. Além disso, a atleta conquistou uma prata nas assimétricas e um bronze no solo.
Tatiana afastou-se da carreira de ginasta pouco tempo após o encerramento dos Jogos de 1992, alegando motivos de dores nas costas e desentendimentos com a Federação Ucraniana. No entanto, seu desligamento definitivo da profissão deu-se em 1994, ao iniciar, em um novo país, a carreira de coreografa, posteriormente substituída pela de treinadora da modalidade. Após retirar-se das competições, Tatiana radicou-se nos Estados Unidos, onde vive em Indianápolis, trabalha como treinadora de ginástica artística e já é uma cidadã norte-americana.

## Principais resultados
| Ano  | Evento                                    | AA               | Equipe          | Salto sobre o cavalo | Trave            | Barras assimétricas | Solo              |
| ---- | ----------------------------------------- | ---------------- | --------------- | -------------------- | ---------------- | ------------------- | ----------------- |
| 1990 | Estados Unidos vs. União Soviética        | 4º               |                 |                      |                  |                     |                   |
| 1990 | Europeu Júnior                            | Medalha de ouro  |                 |                      |                  |                     |                   |
| 1990 | Campeonato Nacional Soviético             | Medalha de prata |                 |                      |                  |                     |                   |
| 1991 | Campeonato Mundial de Ginástica Artística |                  |                 |                      | Medalha de prata | Medalha de prata    |                   |
| 1991 | Moscow News                               | Medalha de ouro  |                 |                      |                  |                     |                   |
| 1991 | Campeonato Europeu                        | Medalha de ouro  |                 |                      |                  |                     |                   |
| 1991 | Campeonato Nacional Soviético             | Medalha de ouro  |                 |                      |                  |                     |                   |
| 1992 | Campeonato Europeu                        | Medalha de ouro  |                 | Medalha de ouro      | Medalha de prata | Medalha de ouro     | Medalha de bronze |
| 1992 | Jogos Olímpicos                           | Medalha de ouro  | Medalha de ouro |                      |                  | Medalha de prata    | Medalha de bronze |
| 1992 | Copa DTB                                  | 5º               |                 |                      |                  |                     |                   |
| 1994 | Resse’s Cup                               |                  |                 |                      |                  | Medalha de ouro     |                   |